# Nicolás Celis
Nicolás Celis López (Cuernavaca, 14 ottobre 1986) è un produttore cinematografico messicano.

## Biografia
Ha fondato col fratello Sebastián la casa di produzione Pimienta Films. Nel 2017, è stato inserito nella lista «produttori da tenere d'occhio» della rivista The Hollywood Reporter.
Ha prodotto con Gabriela Rodríguez ed Alfonso Cuarón il pluripremiato Roma (2018), senza però venire candidato assieme a loro all'Oscar al miglior film.

## Filmografia parziale
- Siamo quello che mangiamo (Somos lo que hay), regia di Jorge Michel Grau (2010)
- El lugar más pequeño, regia di Tatiana Huezo Sánchez (2012)
- Desierto, regia di Jonás Cuarón (2015) - produttore esecutivo
- Tempestad, regia di Tatiana Huezo Sánchez (2016)
- La región salvaje, regia di Amat Escalante (2016) - produttore esecutivo
- Oro verde - C'era una volta in Colombia (Pájaros de verano), regia di Cristina Gallego e Ciro Guerra (2018)
- Roma, regia di Alfonso Cuarón (2018)
- Noche de fuego, regia di Tatiana Huezo Sánchez (2021)
- Chupa, regia di Jonás Cuarón (2023)
- Perdidos en la noche, regia di Amat Escalante (2023)

## Riconoscimenti
- Premio Ariel
  - 2019 – Miglior film per Roma
  - 2019 – Miglior film iberoamericano per Oro verde - C'era una volta in Colombia
  - 2022 – Miglior film per Noche de fuego